# Nora Hauben
Nora Hauben (geboren als Nora Lebenschuß 7. Juli 1918 in Chemnitz; gestorben 19. Februar 2006 in Israel) war eine deutsch-israelische Schriftstellerin.

## Leben
Nora Lebenschuß wurde als Jugendliche Mitglied in der zionistischen Jugendbewegung. Sie besuchte in Chemnitz eine höhere Mädchenschule und arbeitete nach der Machtübergabe an die Nationalsozialisten 1933 als Bibliothekarin. Die Familie floh nach Rumänien. Sie wurden 1941 in Czernowitz ghettoisiert und von dort in das  Zwangsghetto Tropova im Bezirk Bezirk Winnyzja im rumänisch besetzten Transnistria deportiert. Von dort kamen sie in das  Zwangsghetto in Mohyliw-Podilskyj, wo sie unter den wenigen Überlebenden waren, als die Rote Armee sie 1944 befreite.
Lebenschuß emigrierte 1947 nach Palästina, wo sie zunächst in Haifa lebte und später in Ramat Gan. Sie heiratete den Immigranten Robert Hauben (1910–1958), sie haben einen 1948 geborenen Sohn. Hauben arbeitete als Verkäuferin, als Bibliothekarin und als freie Schriftstellerin. Sie war Gründungsmitglied des Verbandes deutschsprachiger Schriftsteller Israels.

## Werke
- Aktuelle Zeitgedichte: Gewidmet der Jungen Generation. 1970
- Gedichte und Prosa. 1982
- (Hrsg.): Dear Mrs. Hauben. 1984 Briefe
- Parade-Ochsen. 1985
- Die Hausfrau als Todesengel. Gelsenkirchen: Erlenverlag, 1989